# استیو برتون (بازیکن فوتبال، زاده ۱۹۸۳)
استیو برتون (انگلیسی: Steve Burton؛ زادهٔ ۹ اکتبر ۱۹۸۱) بازیکن فوتبال اهل بریتانیا است.
از باشگاه‌هایی که در آن بازی کرده‌است می‌توان به باشگاه فوتبال برافورد پارک آونیو، باشگاه فوتبال کانوی ایسلند، باشگاه فوتبال دونکستر راورز، باشگاه فوتبال کراولی تاون، باشگاه فوتبال ایپسویچ تاون، باشگاه فوتبال گایزلی، باشگاه فوتبال کترینگ تاون، باشگاه فوتبال بوستون یونایتد، باشگاه فوتبال تاموورث، و باشگاه فوتبال هروگیت تاون اشاره کرد.